# Université de Coastal Carolina
L’Université de Coastal Carolina (en anglais : Coastal Carolina University) est une université située à Conway, en Caroline du Sud, aux États-Unis. 